# Osman Akçokraklı

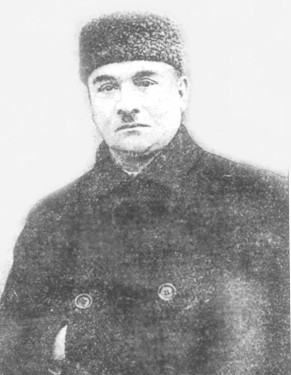
Osman Nuri-Asan oğlu Aqçoqraqlı, etwa 1938

Osman Nuri-Asan oğlu Aqçoqraqlı (geb. 3. Januarjul. / 15. Januar 1879greg. in Bachtschyssaraj, Russisches Kaiserreich; gest. 17. April 1938 in Simferopol, Krimtatarische ASSR, Sowjetunion) war ein krimtatarischer Schriftsteller, Journalist, Historiker, Archäologe, Ethnograf und Lehrer.

## Kindheit und Ausbildung
Osman Nuri-Asan oğlu Aqçoqraqlı wurde in die Familie eines Kalligraphen für arabische Schrift geboren. Seine Grundschulausbildung erhielt er an der nahe gelegenen Madrasa Zincirli. Von 1894 bis 1896 studierte er am Daoud-Pascha-Gymnasium in Istanbul. 1908 ging er nach Kairo und begann, an der Al-Azhar-Universität Privatunterricht in östlicher Geschichte, arabischer Literatur und Archäologie zu nehmen. Wenn er von den Universitäten befragt wurde, verwies er bescheiden darauf, dass er nur einen unvollständigen Sekundarschulabschluss vorweisen konnte. Das hielt die Universitäten jedoch nicht davon ab, ihn einzustellen.

## Karriere
Aqçoqraqlı begann seine Karriere in Sankt Petersburg, wo er an der Orientalischen Fakultät der Staatlichen Universität Sankt Petersburg Kalligrafie lehrte. Er beteiligte sich auch an der Ausgestaltung von Moscheen in Bachtschyssaraj und Sankt Petersburg mit Ornamenten und Koranversen. Von 1896 bis 1900 arbeitete er außerdem als Lektor und Setzer im Verlag von İlyas Borağanskiy, seinem Mentor. Später wurde Aqçoqraqlı mit der Übersetzung russischer literarischer Werke in die krimtatarische Sprache betraut, darunter Die Fontäne von Baktschi-Sarai von Alexander Puschkin, Die Heirat von Nikolai Gogol und die Fabeln von Iwan Krylow.
Von 1901 bis 1905 diente Aqçoqraqlı in der kaiserlich-russischen Armee. Ab 1906 arbeitete er bei verschiedenen tatarischen Zeitungen und Zeitschriften, darunter Ulfet in Sankt Petersburg und Schura (arabisch شورا) in Orenburg.
Wie viele andere krimtatarische Intellektuelle ließ sich Aqçoqraqlı von İsmail Gasprinski inspirieren und arbeitete zweimal in der Redaktion von Gasprinskys Zeitung Der Übersetzer (krimtatarisch ترجمان Terciman), 1906 und von 1910 bis 1916. Beim Terciman kombinierte Aqçoqraqlı seine journalistischen Fähigkeiten mit dem Wissen aus seiner Ausbildung an der Madrasa Zincirli. Er engagierte sich auch im lokalen Leben von Bachtschyssaraj und war einer der beiden Direktoren der städtischen Kreditgenossenschaft und Schatzmeister der Bibliotheksgesellschaft von Bachtschyssaraj. Von 1913 bis 1916 studierte er außerdem russische Kalligrafie am Institut A. Kossodo in Odessa. Später, im Jahr 1921, wurde in dem Haus, in dem Terciman gedruckt wurde, auf sein Betreiben hin das İsmail Gasprinski Gedenkhaus und Museum eingerichtet.
1917 wurde Aqçoqraqlı zum Mitglied des Kurultai der kurzlebigen Volksrepublik Krim gewählt. Er unterrichtete türkische und orientalische Kalligrafie, krimtatarische Folklore und krimtatarische Ethnografie an der Nationalen Taurische Wernadskyj-Universität und am Pädagogischen Institut der Krimtataren. Außerdem hielt er gelegentlich Vorlesungen an den Universitäten in Kiew und Charkiw. In dieser Zeit wurde er ein Freund von Pawlo Tytschyna und Ahatanhel Krymskyj. Er war auch akademischer Sekretär der Historischen, kulturellen und archäologischen Museumsreserve Bachtschissaraj im Khanpalast von Bachtschyssaraj.
1923 wurde Aqçoqraqlı zum Mitglied der Taurischen Gesellschaft für Geschichte, Archäologie und Ethnografie gewählt. Von 1930 bis 1931 war er ihr Sekretär und damit der letzte, der diese Funktion vor der Auflösung der Organisation innehatte. 1925 entdeckte Aqçoqraqlı zusammen mit Ussein Abdrefijewitsch Bodaninski im Dorf Kapsikhor (heute Morske (Krim)) ein Manuskript des Dastan Tuhaj Bej von Dschan-Muchammed aus dem 17. Jahrhundert, ein damals verschollenes Werk, das als eines der besten Werke der krimtatarischen Literatur gilt. Er sammelte und beschrieb etwa 400 krimtatarische Tamgas und studierte zahlreiche Inschriften auf der Krim, die bis ins Mittelalter zurückreichen. 1926 nahm er am Ersten Allunion Turkologischen Kongress in Baku teil.

## Tod
In den frühen 1930er Jahren wurde Aqçoqraqlı von den sowjetischen Behörden wegen „Nationalismus“ verfolgt, was 1934 zu seiner Entlassung aus dem Krimtatarischen Pädagogischen Institut führte. Nach seiner Entlassung unterrichtete er eine Zeit lang Geografie an einer Komsomol-Schule, bevor er zu seiner Schwester nach Baku zog. Seine Zeit in Baku war jedoch nur von kurzer Dauer: Am 5. April 1937 wurde er vom NKWD verhaftet und der „Beteiligung an einer nationalistischen konterrevolutionären Organisation“ (angeblich die krimtatarische Partei Milli Firka) sowie der Spionage angeklagt. Er wurde in einem Schauprozess vor dem Militärkollegium des Obersten Gerichtshofs der Sowjetunion angeklagt. Am 17. April 1938 wurde er für schuldig befunden, zum Tode verurteilt und noch am selben Tag erschossen.